# ناخوانده (فیلم ۲۰۲۴)
ناخوانده (به انگلیسی: The Uninvited) یک فیلم کمدی-درام آمریکایی محصول سال ۲۰۲۴ به نویسندگی و کارگردانی نادیا کانرز با بازی والتون گاگینز، الیزابت ریسر، روفس سوئل، پدرو پاسکال، اوا د دومینیسی و لوئیس اسمیت است.
این فیلم برای اولین بار در جشنواره فیلم جنوب از جنوب غربی در سال ۲۰۲۴ به نمایش درآمد.

## خلاصه داستان
حول محور یک غریبه است که در یک مهمانی تصادف می‌کند که منجر به کمدی اشتباهات و نظم مجدد زندگی می‌شود.

## بازخوردها
این فیلم نقدهای مثبتی به دست آورده است و در حال حاضر دارای امتیاز ۱۰۰٪ در وب سایت جمع‌آوری نقد فیلم راتن تومیتوز است. بازی‌ها به‌طور گسترده مورد تحسین قرار گرفته‌اند.